# Swiss Basketball League
La Swiss Basketball League (SBL) est une commission de Swiss Basketball. Le comité exécutif de la Swiss Basketball League gère les directives, le règlement et le budget des compétitions de la Swiss Basketball League, en collaboration avec la chambre des clubs d’élite et le comité directeur de Swiss Basketball.

## Histoire
La Swiss Basketball League a été créée en 2016 lors de l'Assemblée des Déléguées en 2015 qui souhaitait unifier la LNBA et la Fédération Suisse de Basketball.
La « Swiss Basketball League » surnommée SBL est la nouvelle entité responsable des compétitions d’élite des clubs de basket-ball en Suisse. Anciennement LNBA, la SBL a été intégrée en juin 2016 sous la Fédération Suisse de Basketball, Swiss Basketball.

## Organisation[2]

### Competition Department
- Erik Lehmann
- Gilles Delessert
- Valère Bula

### Déléguée aux licences
Martine Rouiller

## Compétitions

### Championnats
La Swiss Basketball League organise les championnats masculins et féminins suivant:
LNAM
LNBM
1LNM (Ouest et Est)
LNAF
LNBF (Ouest et Est).

### Coupe de la Ligue
Outre les championnats masculins et féminin, la SBL a repris l'organisation de la Coupe de la ligue masculine, un tournoi à élimination directe où se retrouvent les 6 meilleures du classement à l'issue du 1er tour, ainsi que la Coupe de la ligue féminine, un tournoi à élimination directe où se retrouvent les 4 meilleures du classement à l'issue du 1er tour.